# هودرج (سيد جمال الدين)
هودرج (بالفارسية: هودرج) هي قرية تقع في إيران في قسم سید جمال الدین الريفي. يقدر عدد سكانها بـ 485 نسمة بحسب إحصاء 2016.